# ادوین ریچارد گیلیلند
ادوین ریچارد گیلیلند (انگلیسی: Edwin R. Gilliland; ۱۰ ژوئیهٔ ۱۹۰۹ – ۱۰ مارس ۱۹۷۳) مهندس شیمی اهل ایالات متحده آمریکا بود.